# Association des élèves et étudiants du Mali
 (13 septembre 2024).
Si vous êtes l’auteur de ce texte, vous êtes invité à donner votre avis ici. À moins qu’il soit démontré que l’auteur de la page autorise la reproduction et que ce contenu soit compatible avec les principes fondateurs de Wikipédia, cette page sera supprimée ou purgée au bout d’une semaine maximum. En attendant le retrait de cet avertissement, veuillez ne pas réutiliser ce texte.
L’Association des élèves et étudiants du Mali (AEEM) est groupement des élèves et étudiants du Mali.

## Histoire
Les premières années des mouvements scolaires et estudiantins (1960 à 1968) étaient des mouvements squelettiques du point de vue du nombre de militants. Cette lutte était indissociable à l’évolution de la jeunesse de l’époque. Aussi, toutes les tentatives d’organisation de cette frange de la jeunesse étaient étroitement liées aux luttes politiques et syndicales, aux mouvements des idées par conséquent de la nature des contradictions nées de la lutte de l’indépendance. En dépit de ce contexte difficile, un mouvement estudiantin voit le jour, il s’agit de l’UNEM qui a vécu de 1970 à 1980. L’histoire de ce mouvement est très complexe par le fait qu’elle se déroule en deux étapes.
Ainsi, la première UNEM était uniquement au niveau des étudiants à savoir les grandes écoles (ENA, ENSUP, École de médecine et l’ENI) et son premier bureau remonte pratiquement aux années 1973 et 1974. Certains de ses membres furent Zoumana Sako et Hamadoun Konaté, l’actuel ministre du travail et des actions sociales et humanitaires… ce premier bureau n’a pas été bien connu à l’époque parce qu’il y avait peu de mouvements estudiantins.
La seconde UNEEM est née de l’expérience du 10 février 1977 avec l’arrestation de Boniface Diarra, secrétaire général de l’ENSUP à l’époque. À partir de ce moment, les écoles secondaires décident de créer une autre association qui allait être l’union des élèves du Mali(UNEM). Face à cette situation de division, Abdoul Karim Camara dit Cabral a essayé de trouver une solution afin de préserver l’union au sein du mouvement. Pour cela, Il est entré en contact avec certains secrétaires généraux tels que Cheik Mohamed THIAM du lycée SANKORE, Mohamed Bilal Ag Cherif du Lycée Askia, Seydou Mamadou Diarra dit Toto du lycée technique… Avec l’adhésion des secondaires, le mouvement s’est renforcé et commença à prendre de l’ampleur.
Les 25, 26 et 27 décembre 1978 s’est tenu le deuxième congrès de l’Union Nationale des Élèves et Étudiants du Mali(UNEEM) dans l’Amphithéâtre de l’ENA de Bamako, le bureau a été renouvelé et comprenait 13 membres avec à sa tête Tiébilé Dramé. Le mouvement se démarque du régime militaire et choisit le socialisme scientifique. En 1980, les mouvements scolaires et estudiantins prirent d’autres ampleurs avec l’assassinat du secrétaire général Abdoul Karim CAMARA dit "CABRAL" le mardi 17 mars 1980. Dix ans après, le mouvement scolaire et estudiantin renait de ses cendres avec la création de l’Association des Élèves et Étudiants du Mali (AEEM), le 27 octobre 1990 par des étudiants en médecine, menés par Oumar Mariko et Kassoum Barry. Elle a reçu le soutien de syndicats d’enseignants, notamment du Syndicat national de l'enseignement supérieur (SNESUP) et du Syndicat national de l'enseignement et de la culture (SNEC) mais n'a pas été reconnue par le régime de Moussa Traoré.
En janvier 1991, l’AEEM participe au côté du Syndicat national de l'enseignement et de la culture, du Congrès national d’initiative démocratique (CNID) et de l’Alliance pour la démocratie au Mali (Adéma) à la contestation du régime de Moussa Traoré et réclame l’instauration du multipartisme. Fortement impliquée dans les manifestations réprimées par le pouvoir, elle participe à la chute du régime autoritaire le 25 mars 1991. De cette participation, elle gagne sa légitimité et son secrétaire général, Oumar Mariko participe Comité de Transition du Salut du Peuple, institué par Amadou Toumani Touré du 31 mars 1991 jusqu'en mai 2002.
Lors du 17e congrès de l’UEEM, un bureau exécutif de coordination de 26 membres a été élu. Il est présidé par Hamadoun Traoré qui a été reconduit pour un nouveau mandat d'un an.
En mars 2012 un bureau intérimaire a vu le jour à la suite de la radiation de Hamadoun Traoré par le comité Directeur tenu au lycée Massa Makan Diabaté. La transition a été dirigée par Ibrahima Traoré qui organise le congrès en janvier 2013 qui amène Sékou Diallo leader estudiantin de la FSEG à la tête de l'association.
Le congrès 2014 tenu le 11 et 12 janvier amène Aboubacar Camara de la Faculté de Droit Privé à la tête de l'association.
Aujourd'hui l'AEEM se fixe comme objectif de promouvoir la culture de l’excellence et rendre l'école malienne plus compétitive.